# Língua rade
Rade (Rhade; Rade: klei Êđê; em língua vietnamita: tiếng Ê-đê ou tiếng Ê Đê), é uma língua Malaio-Polinésia falada por cerca de 177 mil pessoa do Povoado E De do sul do Vietnã, podendo haver uns poucos falantes no Camboja. 

## Variantes
O dialeto Bih, com cerca de mil falantes pode ser uma língua separada. language. Tam Nguyen (2015) registrou a existência de somente dez falantes do Bih numa população étnica de 400 pessoas.
Um subgrupo Ede chamado Hmok ou Hmok Pai existe na área Buôn Ma Thuột (conf. Phạm 2005:212).

## Fonologia
Em itálico a forma escrita (a língua usa o alfabeto latino, como ocorre com o Vietnamita).

### Vogais
|              |       | Anterior | Central | Posterior |
| ------------ | ----- | -------- | ------- | --------- |
| Fechada      | Curta | ĭ /i/    | ư̆ /ɨ/   | ŭ /u/     |
| Fechada      | Longa | i /iː/   | ư /ɨː/  | u /uː/    |
| Meio Fechada | Curta | ê̆ /e/    |         | ô̆ /o/     |
| Meio Fechada | Longa | ê /eː/   |         | ô /oː/    |
| Média        | Curta |          | ơ̆ /ə/   |           |
| Média        | Longa |          | ơ /əː/  |           |
| Meio Aberta  | Curta | ĕ ɛ      |         | ŏ ɔ       |
| Meio Aberta  | Longo | e ɛː     |         | o ɔː      |
| Aberta       | Curta |          | ă a     |           |
| Aberta       | Longa |          | a aː    |           |

### Consoantes
|           |                  | Bilabial | Alveolar | Alveolar | Palatal | Velar   | Glotal |
| Central   | Lateral          | Bilabial |          |          | Palatal | Velar   | Glotal |
| --------- | ---------------- | -------- | -------- | -------- | ------- | ------- | ------ |
| Oclusiva  | surda            | p /p/    | t /t/    |          | č /c/   | k /k/   | /ʔ/    |
| Oclusiva  | aspirada         | ph /pʰ/  | th /tʰ/  |          | čh /cʰ/ | kh /kʰ/ |        |
| Oclusiva  | sonora           | b /b/    | d /d/    |          | j /ɟ/   | g /ɡ/   |        |
| Oclusiva  | Implosiva sonora | ƀ /ɓ/    | đ /ɗ/    |          | dj /ʄ/  |         |        |
| Fricativa | Fricativa        |          | s /s/    |          |         |         | h /h/  |
| Nasal     | Nasal            | m /m/    | n /n/    |          | ñ /ɲ/   | ng /ŋ/  |        |
| Líquida   | Líquida          |          | r /r/    | l /l/    |         |         |        |
| Semivogal | Semivogal        | w /w/    |          | y /j/    |         |         |        |

## Subdivisões
Subgrupos da etnia e língua Rade (Conf. Y-Chang 1979:vii).
- Mdhur
- Adham
- Blo
- Kơdrao
- Bih
- Krung
- Rdê Kpă

## Amostra de texto
Hlăk mphŭn dŏng Aê Diê hrih adiê leh anăn lăn ala. Leh anăn lăn ala mâo klei bi lŭk-lăk leh anăn hŏng, leh anăn klei mmăt guôm ti dlông êlah êa êlam, lah anăn Yang Mngăt Jăt Aê Diê krăm ti dlŏng êlah êa. Aê Diê lač, Brei mâo klei mngač, leh anăn klei mngač mâo mtam.
Português

No princípio, Deus criou o céu e a terra. A terra era sem forma e vazia e as trevas cobriam as águas profundas. O espírito de Deus pairava sobre as águas.